# Cecil Beresford Ramage
Cecil Beresford Ramage, CM (17 de janeiro de 1895 — 22 de fevereiro de 1988) foi um barrister, ator e político liberal escocês.

## Vida
Após seus estudos na Academia de Edimburgo, Ramage foi comissionado como oficial no Royal Scots com a eclosão da Primeira Guerra Mundial. Ele serviu na batalha dos Dardanelos, Palestina e Egito, e foi condecorado com a Cruz Militar.
Após a guerra, ele foi até a Faculdade Pembroke, Oxford, onde se tornara presidente da Oxford Union. Em Oxford, ele primeiro trabalhou como ator, atuando em Antony e Cleopatra com Cathleen Nesbitt, com quem se casara em 1921. Eles tiveram dois filhos. Ao invés de escolher atuação como profissão após a universidade, Ramage cursou advocacia. Ele foi chamado ao tribunal no Middle Temple para o cargo de juiz de direito.
Nas eleições gerais no Reino Unido em 1922 [en], foi candidato liberal pelo circuito eleitoral de Newcastle West, mas foi derrotado por David Adams, do Partido Trabalhista. Outra eleição foi realizada em 1923, e Ramage esteve de pé novamente e foi eleito como membro do Parlamento (MP). Era apenas para ficar na Câmara dos Comuns durante um curto período, quando ele foi derrotado posteriormente na eleição geral em 1924. Foi candidato liberal em Southport nas eleições gerais de 1929, mas não conseguiu ser eleito.
A essa altura, Ramage foi ator profissional, atuando em Nova Iorque, o West End de Londres e saiu em turnê com a Companhia Old Vic no mar Mediterrâneo. Ramage obteve várias atuações menores em filmes, incluindo Secret of Stamboul (1936), Nicholas Nickleby (1947) e Kind Hearts and Coronets (1949).
Depois de um tempo, sua carreira declinou e se aposentou do teatro e estava separando de sua esposa Nesbitt, que morreu em 1982, aos 93 anos. Ele desempenhou o papel de advogado da Coroa no filme Kind Hearts and Coronets, cujo interrogatório devastador de Louis Mazzini contribuiu muito para desacreditá-lo.

## Morte
Cecil Beresford Ramage morreu em 1988, aos 93 anos. Dos 64 ex-deputados que só serviram no parlamento de 1924, ele era o último sobrevivente, vivendo mais que seu cargo parlamentar de 63 anos.

## Filmografia selecionada
- Account Rendered (1932)
- C.O.D. (1932)
- The Strangler (1932)
- The Luck of a Sailor (1934)
- King of the Damned (1935)
- McGlusky the Sea Rover (1935)
- Be Careful, Mr. Smith (1935)
- The Lonely Road (1936)
- Love in Exile (1936)
- Secret of Stamboul (1936)
- Cafe Colette (1937)
- Return of a Stranger (1937)
- I Live in Grosvenor Square (1945)
- Kind Hearts and Coronets (1949)